# Surpresa (escola de samba)
GRES Surpresa foi uma escola de samba de Belo Horizonte, capital do estado brasileiro de Minas Gerais. Localizada no bairro Lagoinha, a Surpresa foi uma das mais tradicionais e importantes escolas de samba de Belo Horizonte.
Da Surpresa participou também o compositor Silvio Luciano, durante a década de 1950.